# Jean-Étienne-Judith Forestier Boinvilliers
Pour les articles homonymes, voir Forestier (homonymie) et Boinvilliers (homonymie).
Jean-Étienne-Judith Forestier dit de Boinvilliers, né le 3 juillet 1764 à Versailles et mort le 1er mai 1830 à Ourscamp, est un grammairien français.

## Biographie
Boinvilliers a commencé, en 1799, sa carrière dans l'enseignement comme professeur de « belles-lettres » à l’école centrale de Beauvais créée par la Révolution. Ces écoles centrales étant devenues ensuite des collèges et des lycées, il est nommé censeur du lycée de Rouen, puis du lycée d'Orléans, et enfin inspecteur d’académie à Douai.
Il est membre correspondant de la classe d'Histoire et de littérature de l'Institut en 1803, jusqu'en 1816, puis de l'Académie des inscriptions et belles-lettres. Il a rédigé de nombreux livres de classe, des manuels de grammaire, des anthologies latine et française, etc., pour le libraire et éditeur Auguste Delalain, soit une centaine d’ouvrages en vingt ans, y compris des manuels de composition latine et française, des dictionnaires de rimes et de synonymes, des ouvrages traitant du vocabulaire et du style, de la grammaire théorique et pratique, de la cacographie et de la cacologie, de l'orthographie et de l'orthologie…
Il s’est également essayé, sans grand succès, au théâtre et il a publié des poésies dans l’Almanach des Muses.
Mis prématurément à la retraite, en 1816, à la Restauration, il a élevé son fils Ernest-Éloi en lui transmettant, avec la culture littéraire la plus soignée, la tradition d’un amour pour les idées libérales et pour les principes de la Révolution française. Il est mort au château d'Ourscamp chez son ami le peintre graveur Édouard Gautier-Dagoty.

## Œuvres principales
- Grammaire raisonnée de la langue française, 1803.
- Grammaire latine.